# Добешин (Підкарпатське воєводство)
Добешин (пол. Dobieszyn) — село в Польщі, у гміні Єдліче Кросненського повіту Підкарпатського воєводства.
Населення — 1487 осіб (2011).
У 1975-1998 роках село належало до Кросненського воєводства.

## Демографія
Демографічна структура станом на 31 березня 2011 року:
|          | Загалом | Допрацездатний вік | Працездатний вік | Постпрацездатний вік |
| -------- | ------- | ------------------ | ---------------- | -------------------- |
| Чоловіки | 704     | 141                | 480              | 83                   |
| Жінки    | 783     | 154                | 464              | 165                  |
| Разом    | 1487    | 295                | 944              | 248                  |